# 窄萼凤仙花
窄萼凤仙花（学名：Impatiens stenosepala）是凤仙花科凤仙花属的植物，为中国的特有植物。分布于中国大陆的陕西、重庆、湖北、河南、湖南、甘肃、贵州、山西等地，生长于海拔800米至1,800米的地区，常生长在山坡林下、山沟水旁或草丛中，目前尚未由人工引种栽培。